# Business Marketing Association
Business Marketing Association (BMA) — професійна асоціація бізнес маркетингу США. Заснована в 1922 році як National Industrial Advertising Association. Створена для сприяння співробітництву в маркетинговій діяльності. BMA в США тепер налічує понад 2200 членів в 22 підрозділах.